# Goreville
Goreville – wieś w Stanach Zjednoczonych, w stanie Illinois, w hrabstwie Johnson.